# Foot-Ball Club Juventus 1908-1909
Questa voce raccoglie le informazioni riguardanti il Foot-Ball Club Juventus nelle competizioni ufficiali della stagione 1908-1909.

## Stagione
Nel 1909 il sistema dei due campionati "federale" (aperto agli stranieri) e "italiano" (aperto solo ai calciatori italiani) venne riproposto, e la Juventus partecipò a entrambi i campionati. Al campionato "federale", o "Coppa Zaccaria Oberti", iniziato a gennaio, fu eliminata al primo turno delle eliminatorie piemontesi dal Torino, a sua volta eliminato nel turno successivo dalla Pro Vercelli alla fine vincitrice del torneo. La Stampa, commentando l'eliminazione, affermò: «E la Juventus godrà di un certo riposo, che le auguriamo foriero di miglioramento di stile di gioco, e preludio necessario ad assicurarsi l'altro campionato, quello più ambito ancora: il Campionato italiano!».
Il campionato "italiano" (o "Coppa Romolo Buni") iniziò invece a marzo e fu trionfale per la Juventus che, superate le eliminatorie piemontesi grazie ai forfait di Torino e Pro Vercelli, sconfisse dapprima la Doria nella semifinale ligure-piemontese e poi, in finale, la USM (1-1 in casa, 2-1 in trasferta), vincitore della semifinale lombardo-veneta (dove aveva sconfitto il Vicenza con un complessivo 10-1, 2-1 all'andata e 8-0 al ritorno), aggiudicandosi così la Coppa Romolo Buni e il Campionato italiano di Prima Categoria, chiudendosi in tal modo il ciclo dei giocatori-pionieri come Umberto Malvano e Domenico Donna.
La FIF, tuttavia, legittimò a posteriori come titolo di "Campione d'Italia" il trofeo federale vinto dalla Pro Vercelli e disconobbe quello italiano ottenuto dai bianconeri, a causa dell'attività di boicottaggio dei club contrari alla divisione del campionato: destino esattamente opposto a quello dei tornei del 1908.

## Divise
A seguito di una modifica del regolamento del gioco del calcio, da questa stagione divenne obbligatorio per il portiere indossare una divisa diversa da quella dei giocatori di movimento.
| Casa | Portiere |

## Rosa
| N. |                     | Ruolo | Calciatore           |
| -- | ------------------- | ----- | -------------------- |
|    | Italia (bandiera)   | P     | Domenico Durante     |
|    | Italia (bandiera)   | D     | Armano I             |
|    | Italia (bandiera)   | D     | Luigi Barberis       |
|    | Italia (bandiera)   | D     | Chiaffredo Mastrella |
|    | Italia (bandiera)   | D     | Fernando Nizza       |
|    | Italia (bandiera)   | D     | Giuseppe Servetto    |
|    | Italia (bandiera)   | C     | Ajmone I             |
|    | Italia (bandiera)   | C     | Ajmone III           |
|    | Italia (bandiera)   | C     | Carlo Bianchi        |
|    | Italia (bandiera)   | C     | Aldo Colombo         |
|    | Svizzera (bandiera) | C     | Frédéric Dick        |
|    | Italia (bandiera)   | C     | Alfredo Ferraris     |

| N. |                     | Ruolo | Calciatore        |
| -- | ------------------- | ----- | ----------------- |
|    | Svizzera (bandiera) | C     | Oscar Frey        |
|    | Svizzera (bandiera) | C     | Giuseppe Hess     |
|    | Italia (bandiera)   | C     | Casimiro Nay      |
|    | Italia (bandiera)   | A     | Alberto Barberis  |
|    | Italia (bandiera)   | A     | Angelo Besozzi    |
|    | Italia (bandiera)   | A     | Ernesto Borel     |
|    | Italia (bandiera)   | A     | Collino II        |
|    | Italia (bandiera)   | A     | Ettore Corbelli   |
|    | Italia (bandiera)   | A     | Domenico Donna    |
|    | Italia (bandiera)   | A     | Giovanni Goccione |
|    | Svizzera (bandiera) | A     | Alfred Jacquet    |
|    | Italia (bandiera)   | A     | Giovanni Mazzonis |

## Risultati

### Campionato Federale di Prima Categoria

#### Turni eliminatori regionali
| Arbitro: | Meazza (Milano) |

|       |           |  |
| Capra | Marcatori |  |

| Arbitro: | Goodley |

|              |           |       |
| Frey Borel , | Marcatori | Capra |

| Arbitro: | Radice (Milano) |

|  |           |              |
|  | Marcatori | 42’ G. Zuffi |

### Campionato Italiano di Prima Categoria

#### Eliminatorie regionali
| Torino 28 marzo 1909 Primo turno | Juventus | 2 – 0 (tav.) referto | Torino | Stadio di Corso Sebastopoli |

| Arbitro: | Alziator (Milano) |

|             |           |  |
| Bianchi 85’ | Marcatori |  |

| Torino 2 maggio 1909 Terzo turno | Juventus | 2 – 0 (tav.) referto | Pro Vercelli | Stadio di Corso Sebastopoli |

#### Fase nazionale
| Arbitro: | En. Pasteur (Genova) |

|                        |           |            |
| Sardi 50’, Calì (rig.) | Marcatori | 1’ Gibezzi |

| Arbitro: | Berardo (Torino) |

|                                 |           |                           |
| Goccione 2’ Bianchi 39’ Donna , | Marcatori | 35’ Baglietto (rig.) Calì |

| Arbitro: | Meazza (Milano) |

|  |           |                |
|  | Marcatori | 105’ A. Armano |

| Arbitro: | Gama (Milano) |

|                 |           |              |
| Borel 5’ (rig.) | Marcatori | 44’ Boiocchi |

| Arbitro: | Gama (Milano) |

|           |           |                           |
| Pizzi 31’ | Marcatori | 28’ Borel 50’ L. Barberis |